# Francis Poulenc
Francis Jean Marcel Poulenc (Paris, 7 de janeiro de 1899 — Paris, 30 de janeiro de 1963) foi um compositor e pianista francês, membro do grupo Les Six, autor de obras que abarcam a maior parte dos géneros musicais, incluindo canção, música de câmara, oratório, ópera, música para bailado e música orquestral. O crítico Claude Rostand, num artigo do Paris-Presse de Julho de 1950, descreveu Poulenc como "meio monge, meio mau rapaz" ("le moine et le voyou"), uma etiqueta que lhe ficou associada para o resto da vida.

## Biografia

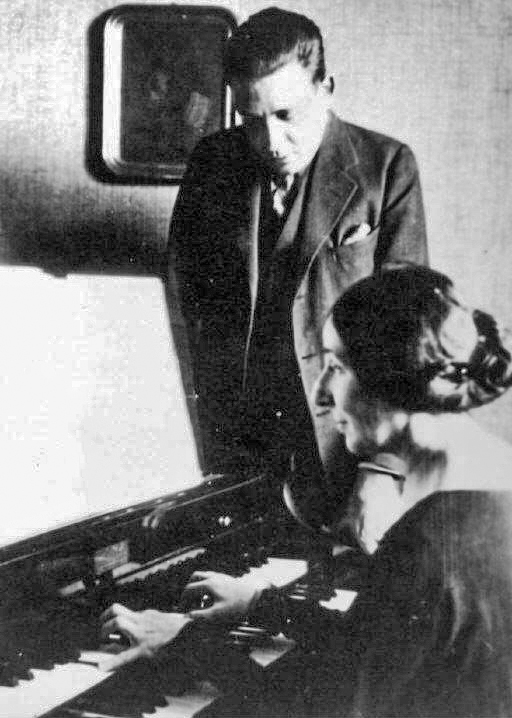
Poulenc e Wanda Landowska.

Poulenc aprendeu piano com a sua mãe e começou a compôr com 7 anos de idade. Aos 15 anos estudou com Ricardo Vinhes, que encorajou a sua ambição de compor e o apresentou a Satie, Casella, Auric e outros. Em 1917 a sua Rapsodie Nègre deu-lhe uma proeminência notável em Paris, como um dos compositores encorajados por Satie e Cocteau, que os designava como "Les Nouveaux Jeunes" (Os novos jovens). Mesmo assim os seus conhecimentos técnicos eram escassos - Poulenc nunca frequentou o Conservatório - pelo que em 1920 decidiu estudar harmonia durante três anos com Charles Koechlin. mas nunca estudou Contraponto nem Orquestração. Os seus conhecimentos de forma eram intuitivos. Em 1920 um crítico musical, Henri Collete escolheu 6 destes "Nouveaux Jeunes" e chamou-lhes "Les Six"; Poulenc fazia parte deste grupo. Deram concertos juntos, sendo um dos seus artigos de fé que se inspiravam no «folclore parisiense», isto é, nos músicos de rua, nos teatros musicais, nas bandas de circo. 

### Vida pessoal

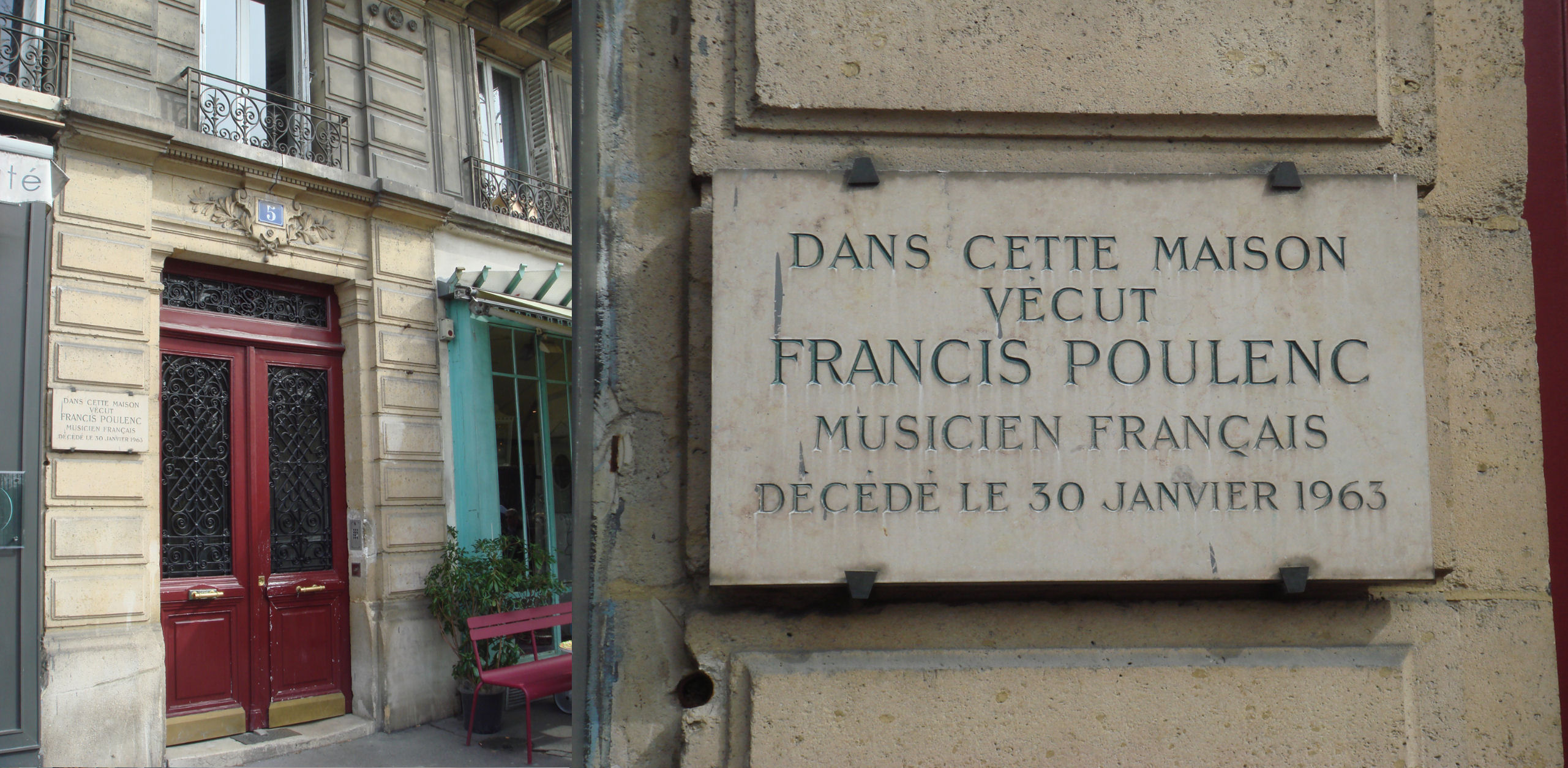
Poulenc viveu no n.º 5 da rue de Médicis, em Paris.

A vida de Poulenc foi uma vida de constante luta interna ("meio monge, meio mau rapaz"). Tendo nascido e sido educado na religião católica, Poulenc debatia-se com a conciliação dos seus desejos sexuais pouco ortodoxos à luz das suas convicções religiosas. Poulenc referiu a Chanlaire que "Sabes que sou sincero na minha fé, sem excessos de messianismo, tanto como sou sincero na minha sexualidade Parisiense". Alguns autores consideram mesmo que Poulenc foi o primeiro compositor abertamente gay, embora o compositor tenha mantido relações sentimentais e físicas com mulheres e tenha sido pai de uma filha, Marie-Ange.
A sua primeira relação afectiva importante foi com o pintor Richard Chanlaire, a quem dedicou o seu Concert champêtre: "Mudaste a minha vida, és o sol dos meus trinta anos, uma razão para viver e trabalhar." Em 1926, Francis Poulenc conhece o barítono Pierre Bernac, com o qual estabelece uma forte relação afectiva, e para quem compõe um grande número de melodias. Alguns autores indicam que esta relação tinha carácter sexual, embora a correspondência entre os dois, já publicada, sugira fortemente que não. A partir de 1935 e até à sua morte, em 1963, acompanha Bernac ao piano em recitais de música francesa por todo o mundo. Pierre Bernac é considerado como "a musa" de Poulenc.
Poulenc foi profundamente afectado pela morte de alguns dos seus amigos mais próximos. O primeiro foi a morte prematura de Raymonde Linossier, uma jovem com quem Poulenc tinha esperanças de casar. Embora Poulenc tivesse admitido que não tinha nenhum interesse sexual em Linossier, eram amigos de longa data. Em 1923, Poulenc ficou chocado e inane durante um par de dias depois da morte aos 20 anos, na sequência de febre tifóide, do seu amigo, o romancista Raymond Radiguet. Já em 1936, o seu grande amigo Pierre-Octave Ferroud foi decapitado num acidente de automóvel na Hungria, na sequência do qual visitou a Virgem Negra de Rocamadour. Em 1949, a morte de outro grande amigo, o artista Christian Bérard, esteve na origem da composição do seu Stabat Mater.

## A música de Poulenc
O ambiente parisiense da época é fielmente representado na versão de Poulenc de "Cocards" de Cocteau. Esta obra chamou a atenção de Stravinski que recomendou Poulenc a Sergei Diaguilev, sendo o resultado desta colaboração o ballet "Les  Biches", no qual ele expressa a sofisticação frágil dos ano 20, uma compreeensão verdadeira do idioma do Jazz e (no adagietto) lirismo romântico que cada vez mais influenciou a sua obra. 
As suas obras mais conhecidas são talvez as canções para voz e piano, em especial as escritas a partir de 1935, quando começou a acompanhar o grande barítono francês Pierre Bernac. As suas versões de poemas de Apollinaire e do seu amigo Paul Eluard são particularmente boas, cobrindo ums vasta gama de emoções. 
Compôs 3 óperas, sendo a maior "Les Dialogues des Carmélites" (1953-56), baseada em acontecimentos da Revolução Francesa, e as suas obras religiosas têm um toque de êxtase como o que apenas se encontra nas obras de Haydn. Das suas obras instrumentais, o concerto para órgão (1938) é muito original no tratamento do instrumento solista. 
A sua música, eclética e ao mesmo tempo pessoal, é essencialmente diatónica e melodiosa, embelezada com dissonâncias do século XX. Tem talento, elegância, profundidade  de sentimento e um doce-amargo que são derivados da sua personalidade alegre e melancólica. A morte acidental do seu grande amigo  Pierre-Octave Ferroud conjugada com uma peregrinação à Virgem Negra de Rocamadour, em 1935, levaram Poulenc a regressar ao catolicismo, resultando em composições em tom mais austero e sombrio. 

## Obras

### Ópera e palco
- Les Biches, ballet (1922/23)
- Pastourelle (1927; para o ballet infantil L'Éventail de Jeanne, que inclui contribuições de 10 compositores; ficou conhecido pela sua transcrição para piano)
- Les mamelles de Tirésias, ópera (1947)
- Dialogues des carmélites, ópera (1957)
- La voix humaine, ópera (1959)

### Orquestral
- Sinfonietta (1947)

### Concertante
- Concert Champêtre, para cravo e orquestra, (1927–1928)
- Aubade, um "Concerto Choréographique" para piano e 18 instrumentos (1930)
- Concerto para 2 pianos e orquestra em ré menor (1932)
- Concerto para órgão, cordas e tímpanos em sol menor (1938)
- Concerto para piano (1949)

### Coro/voz e orquestra
- Litanies à la vierge noire (SSA, org) (1936), orquestração (1947)
- Stabat Mater (soprano solo, SATB divisi, orquestra )(1950)
- Gloria (soprano solo, SATB divisi, orquestra) (1959)
- Sept répons des ténèbres (soprano infantil, coro masculino, Coro infantil, orquestra (1961-2)
- La Dame de Monte-Carlo (soprano solo, orquestra) (1961)

### Câmara/Instrumental
- Sonata para 2 clarinetes, op. 7 (1918/1945)
- Sonata para violino e piano, op. 12 (1918)
- Sonata para clarinete e fagote, op. 32 (1922/1945)
- Sonata para trompa, trompete e trombone, op. 33 (1922/1945)
- Trio para oboé, fagote e piano, op. 43 (1926)
- Villanelle para flauta (pipeau) e piano, op. 74 (1934)
- Suite française para 2 oboés, 2 fagotes, 2 trompetes, 3 trombones, percussão e cravo, op. 80 (1935)
- Sexteto para piano e quinteto de sopro, op. 100 (1932–9)
- Sonata para violino e piano, op. 119 (1942–3/1949)
- Sonata para violoncelo e piano. op. 143 (1940–48)
- Trois mouvements perpétuels para 9 instrumentos, op. 14 (1946)
- Sonata para flauta, op. 164 (1956–7)
- Elégie para trompa e piano, op. 168 (1957), em memória de Dennis Brain
- Sarabanda para guitarra, op. 179 (1960)
- Sonata para clarinete e piano, op. 184 (1962)
- Sonata para oboé, op. 185 (1962)

### Piano
- Suite para piano (1920)
- Sonata para dueto de pianos (1918)
- Promenades (1921)
- 8 Nocturnos (1929)
- Trois novelettes (1927-1928, 1959)
- Três Peças: Pastoral-Hino-Tocata

#### Dois pianos
- Concerto para 2 pianos e orquestra in ré menor, FP 61
- Sonata para 2 pianos, FP 156
- Sonata para piano, 4 mãos, FP 8
- Capricho para 2 pianos (a partir de Um baile de máscaras), FP 155
- L'embarquement para cítara, valse-musette para 2 pianos (do filme "Le voyage en Amérique"), FP 150
- Elegia (em acordes alternados), para 2 pianos, FP 175

### Coral
- Chanson à boire (TTBB) (1922)
- Sept chansons (SATB) (1936)
- Litanies à la vierge noire (SSA, org) (1936), orquestração (1947)
- Petites voix (SSA) (1936)
- Mass in G (SATB) (1937)
- Sécheresses (coro, orquestra) (1937)
- Quatre motets pour un temps de pénitence (SATB): "Vinea mea electa", (1938); "Tenebrae factae sunt", (1938); "Tristis est anima mea", (1938); "Timor et tremor", (1939)
- Exultate Deo (SATB) (1941)
- Salve regina (SATB) (1941)
- Figure humaine (12 voices) (1943)
- Un soir de neige (6 voices) (1944)
- Chansons françaises: "Margoton va t'a l'iau", (SATB)(1945); "La belle se sied au pied de la tour" (SATBarB) (1945); "Pilons l'orge" (SATBarB) (1945); "Clic, clac, dansez sabots" (TBB) (1945); "C'est la petit' fill' du prince" (SATBarB) (1946); "La belle si nous étions" (TBB) (1946); "Ah! Mon beau laboureur" (SATB) (1945); "Les tisserands" (SATBarB) (1946)
- Quatre petites prières de Saint François d'Assise (coro masculino) (1948)
- Quatre motets pour le temps de Noël (coro misto): "O magnum mysterium" (1952); "Quem vidistis pastores?" (1951); "Videntes stellam" (1951); "Hodie Christus natus est" (1952)
- Ave verum corpus (SMezA) (1952)
- Laudes de Saint Antoine de Padoue (coro masculino): "O Jésu perpetua lux" (1957); "O proles hispaniae" (1958); "Laus regi plena gaudio" (1959); "Si quaeris" (1959)

Legendaː S=Soprano A=Alto B=Baixo Bar=Barítono T=Tenor Mez=Mezzo-Soprano

### Canção
- Le Portrait (poema de Colette) (1937)
- La Grenouillère (poema de Apollinaire) (1938)
- Deux poèmes d'Apollinaire (poemas de Apollinaire: I: "Dans le jardin d'Anna", II: "Allons plus vite") (1939)
- Bleuet (poema de Apollinaire) (1939)
- Banalités (poemas de Apollinaire: I: "Chanson d'Orkenise", II: "Hôtel", III: "Fagnes de Wallonie", IV: "Voyage à Paris", V: "Sanglots") (1940)
- The Story of Babar the Elephant para piano e narrador (1940 – orquestrado por Jean Françaix 1945)
- Deux poèmes d'Apollinaire (poemas de Apollinaire: I: "Montparnasse", II: "Hyde Park") (1941-1945))
- Deux poèmes d'Apollinaire (poems by Apollinaire: I: "Le pont", II: "Un poème") (1946)
- Paul et Virginie (poema de Raymond Radiguet) (1946)
- Rosemonde (poema de Apollinaire) (1954)
- Parisiana (poemas de Max Jacob: I: "Jouer du Bugle", II: "Vous n'écrivez plus?") (1954)
- Dernier Poème (poema de Robert Desnos) (1956)
- La courte Paille (poemas de Maurice Carême, I: "Le sommeil", II: "Quelle aventure!", III: "La Reine de Coeur", IV: "Ba, be, bi, bo, bu", V: "Les anges musiciens", VI: "Le Carafon", VII: "Lune d'Avril") (1960)
- Deux poemes De Louis Aragon: "C" e "Fêtes Galantes".